# 吉沢やすみ
吉沢 やすみ（よしざわ やすみ、1950年〈昭和25年〉1月8日 - ）は、日本の男性漫画家、同人作家、実業家。
娘は漫画家の大月悠祐子（かなん）。義理の息子（悠祐子の夫）は漫画家の大井昌和。

## 略歴

### 生い立ち
山梨県山梨市出身、父親はギャンブル狂いの果てに失踪したため母子家庭で育つ。
山梨県立日川高等学校に進学、高校在学時より同人作家として活動を開始し、貝塚ひろしが主催する同人誌「まんがマニア」に漫画を投稿。高校卒業後に弟と母に向かって「絶対マンガ家になる」と発して旅立ち、上京。貝塚に師事する。なお、高校での1年後輩にプロレスラーのジャンボ鶴田がいた。

### 「ど根性ガエル」でデビューして大ヒット
1970年（昭和45年）、貝塚の紹介で『週刊少年ジャンプ』に『ど根性ガエル』の読切り（吉沢 保己名義）を投稿。編集長の長野規の目にとまり、『週刊少年ジャンプ』1970年17号にて漫画家デビュー。その後すぐに同タイトルの作品を連載し、後に2度のアニメ化を果たすなど当時の『ジャンプ』を支える人気作となった。
『ど根性ガエル』のヒットにより、吉沢は23歳で一戸建の家を建てた。
その後アニメ化され、6年間毎年5～6千万円は稼いだが、それが落ち着いたあと、当時の税理士のずさんな会計処理のため税務署の査察が入り1000万円以上の追徴課税を受け、さらに『ど根性ガエル』で稼いだ金は数年間の失踪中のギャンブル生活ですべて失った。
『ど根性ガエル』以降はヒット作に恵まれず低迷が続き、プレッシャーやスランプに苦しむようになる。何度か漫画の依頼があったもののペンを持つと手が震えるようになり、その後吐き気も止まらなくなり、思うように作品が描けなくなる。
その後は『ど根性ガエル』の続編として連載され、アニメ化もされた『新・ど根性ガエル』のヒットで一時盛り返したものの、その連載が終了した直後の1982年の秋から大晦日までの3か月間も精神的に追い詰められて失踪し、失踪中は麻雀やパチンコなどのギャンブル生活をしており、ビルの屋上から飛び降り自殺を図ろうとした。その後は無職で収入ゼロになり、生計を立てるため看護師資格を持つ妻が働きに出た。平成に入って完全に廃業状態になり、デパートで警備員として3年、赤羽駅で清掃員として1年半働いた。

### 版権収入により生活安定
転機が訪れたのは1990年代、テレビドラマ『ひとつ屋根の下』で江口洋介演じる柏木達也が、ピョン吉のTシャツを着ていたことで『ど根性ガエル』が再び注目され始めたことである。その後はピョン吉がパチンコ機やパチスロ機、大鵬薬品工業「ソルマック」のCMなどでキャラクターに起用されたり、ユニクロではTシャツが販売されたことでキャラクター版権による収入が確保され、経済面では安定するようになった。
好きな麻雀三昧の日々を送り、2010年（平成22年）11月1日に行われた竹書房麻雀大会では2位を獲得した。
田中圭一の『ペンと箸』で、息子の康宏からは、孫と2人でスケッチブックを持って公園に行くことを日課としており、絵を描くことに伴う精神的苦痛を徐々に克服していると描写されている。その一方で、娘の大月悠祐子は『ど根性ガエルの娘』の第15話で「父が望む言葉を返さねばならない」として述懐し、家庭環境は壊れたままであることと、KADOKAWA版1巻（絶版）に収録された吉沢と大月の対談企画の中で大月が吉沢を怒らせてしまい対談を一時中断させていたことを表明した。

### 近年の活動
2016年（平成28年）に日頃の不摂生により脳卒中を起こし緊急入院。一命は取り留めたものの左半身麻痺や視覚障害の後遺症を負っている。一時期は暴れて家に帰ろうとしたためベッドに縛り付けられた事もあった。その後、快復に合わせてリハビリを順調に続けている。
2023年4月、これまで「有限会社オフィス安井」に委託していた作品の著作権管理を吉沢の個人会社『株式会社ど根性カンパニー』に移管。併せて公式ウェブサイトを開設。同年5月1日、Twitterアカウントの運用開始。Twitterでは「ど根性ガエルの雑学」として毎日過去の作品の一部を公開している他、吉沢の最近の様子も併せて投稿している。

## 家族
看護師資格を持つ妻の文子と、一男一女。長女は漫画家・イラストレーターの大月悠祐子（かなん）で、その夫は漫画家の大井昌和。長男はレントゲン技師の康宏。長男夫婦と暮らしていた時期もあったが、自立したため妻と二人暮らしであった。長女夫婦もすぐ近くに住んでいる。
| 吉沢やすみ |            |            |            |            |            |  |  |          |          |          |          |          |          |  |  |
|            |            |            |            |            |            |  |  |          |          |          |          |          |          |  |  |
| 大月悠祐子 | 大月悠祐子 | 大月悠祐子 | 大月悠祐子 | 大月悠祐子 | 大月悠祐子 |  |  | 大井昌和 | 大井昌和 | 大井昌和 | 大井昌和 | 大井昌和 | 大井昌和 |  |  |
| 大月悠祐子 | 大月悠祐子 | 大月悠祐子 | 大月悠祐子 | 大月悠祐子 | 大月悠祐子 |  |  | 大井昌和 | 大井昌和 | 大井昌和 | 大井昌和 | 大井昌和 | 大井昌和 |  |  |

## 評価の声
- 手塚治虫
  - 吉沢の結婚式に出席した際、「自分もいろんなキャラを作ったが平面ガエルは思いつかなかった。すごい発明」「ピョン吉を一生大事にしてください」等と賛辞を送ったという[3]。

## 作品一覧

### 連載
- ど根性ガエル：全27巻（集英社ジャンプコミックス・週刊少年ジャンプ1970年17号、1970年31号 - 1976年24号、別冊少年ジャンプ → 月刊少年ジャンプ1974年4月号 - 12月号）
  - 全5巻（集英社漫画文庫）
  - 全2巻（集英社文庫コミック版）
  - 全8巻（徳間書店わんぱっくコミックス）
  - 新・ど根性ガエル（月刊少年ジャンプ1981年9月号 - 1982年8月号、週刊少年ジャンプ1981年増刊Dr.スランプスペシャル、月刊少年ジャンプ1982年1月10日増刊号）
  - スーパーど根性ガエル（わんぱっくコミック1988年10月号 - 1989年1月号）
  - I am 梅さん（フロムA、1990年）
  - 新々ど根性ガエル（コミックフィギュア王）
  - 20世紀最後のど根性ガエル（月刊PC 2000年12月号）
  - 梅さんの独立
  - ど根性ガエル2001（コミック伝説マガジン2001年No.2 - No.7）
- べらんめぇホームズ（週刊少年ジャンプ1976年29号 - 43号）
- やっちん（週刊少年ジャンプ1977年15号 - 29号[15]）
- がんばりガン子ちゃん（別冊少年ジャンプ1972年1月号・3月号 - 9月号）
- オモチャくん（月刊少年ジャンプ1975年1月号 - 12月号）
- おっとこ雷太（月刊少年ジャンプ1976年1月号 - 12月号）
- ドンと鯉太郎（中学二年コース1974年）
  - ドンと鯉太郎（小学五年生1978年4月号 - 11月号）
- オッス! 杉山くん（中二時代・中三時代1976年 - 1979年頃）
- ふしぎなガッツくん（小学五年生1976年12月号 - 1978年3月号）
- わんぱくブンブン（小学二年生1976年12月号 - 1977年3月号）
- 金ちゃん（小学二年生1977年4月号 - 1978年3月号）
- とびだせめだかちゃん（幼稚園1977年4月号 - 8月号）
- 熱球ビビンバ（マンガくん1978年16号 - 20号）
- うちの大将（小学二年生1978年4月号 - 12月号）
- YOUポーくん（週刊少年キング1978年36号 - 45号）
- -（マイナス）3ちゃん（月刊少年ワールド1978年8月号（創刊号） - 1979年3月号）
  - -（マイナス）8ちゃん（月刊少年ジェッツ1981年10月号 - 1982年7月号）
- ぼくのハートちゃん（小学四年生1978年9月号 - 12月号[注 1]）
- ドンドン大ちゃん（小学四年生1979年7月号 - 8月号）
- ポケットくん（中一時代1980年4月号 - 1981年6月号[注 2]）
- サッカーボーイけん（小学二年生1985年6月号・8月号 - 1986年1月号）
- パパとゆっちゃん（まんがタイム1991年 - 1996年）
- 海からきたパフパフ（毎日中学生新聞1991年）

### 読切り
- とびだせクロちゃん（別冊少年サンデー1972年）
- ど根性やすみ（別冊少年ジャンプ1972年）
- どろぼう源さん（週刊少年ジャンプ1973年16号）
- 怪人ゲジゲジ魔王（週刊少年ジャンプ1974年15号）
- どすこい鬼が島（週刊少年ジャンプ1975年13号）
- スーパータヌキマン（週刊少年ジャンプ1976年10号）
- ヘンデレヘレンチョくん（週刊少年ジャンプ1977年3・4合併号）
- おれのヤドカリちゃん（週刊少年サンデー1973年）
- スター誕生（週刊少年サンデー1974年）
- にくいぜ角太郎（週刊少年サンデー）
- やすみの夏休み（週刊少年サンデー）
- イヤ〜ン! 弁慶（週刊少年サンデー1974年10号）
- 恐怖のナンデ君!!（週刊少年サンデー）
- うわさの大吉くん!（週刊少年サンデー1974年30号）
- 怪物あんちゃん（週刊少年サンデー）
- とつげき!! 次郎丸（週刊少年チャンピオン1972年）
- バリカン戦争（週刊少年チャンピオン1973年）
- がんばれ!! ピエロくん（月刊少年マガジン1974年）
- わたしのクロベエ（週刊マーガレット1975年27号）
- 強打者バットくん（週刊少年ジャンプ1975年4月20日増刊号）
- 名たんていブンブンちゃん（小学五年生1976年4月号・6月号）
- 海のゴロー（テレビランド1976年）
- ぼくのハートちゃん（冒険王増刊）
- ちっちゃなちっちゃなおっきなゾウ（冒険王1977年お正月増刊）
- よいどれお酒くん（マンガくん1977年4号）
- ダックスくん（月刊少年ジャンプ1977年9月号）
- おばけ先生（週刊少年キング1977年36号）
- ぼくはムクムク（小学二年生1981年7月号）
- ふわーりふわふわストーリー（月刊少年ジャンプ1981年夏期増刊）
- UFOレモン（月刊コロコロコミック1985年3月号）

### 描き下ろし単行本
- ペットのふしぎイヌとネコ（小学館）

## 師匠
- 貝塚ひろし[1]

## 関連書籍
- いきなり最終回 PART2（1991年 JICC出版局） - 『ど根性ガエル』の最終回を掲載。吉沢のコメントもあり。